# 富岡市社会教育館
富岡市社会教育館（とみおかししゃかいきょういくかん）は、群馬県富岡市一ノ宮にある近代和風建築。1936年（昭和11年）に東国敬神道場として建設された。その後群馬県公民館、群馬県立社会教育館と名称変更を経て、2005年（平成17年）より富岡市の管理となっている。登録有形文化財に登録されている。

## 沿革
1934年（昭和9年）、群馬県では陸軍特別大演習が実施され、昭和天皇の来県し甘楽郡一ノ宮町の一之宮貫前神社に参拝したのを機に、敬神崇祖運動が活発化することとなった。翌1935年（昭和10年）5月13日、「敬神知事」として知られた群馬県知事・君島清吉が中心となって敬神崇祖精神高揚事業期成会が結成され、同会は一之宮貫前神社の境内東傍に東国敬神道場を建設することを決定した。道場の総工費は81,952円95銭で、青年団・小中学校職員・児童生徒・県市町村吏員・在郷軍人・県下各戸から集められた寄付金によるものであった。
1935年（昭和10年）7月12日に大江新太郎の大江国風建築塾に設計を委嘱、8月22日に基本設計が完成、9月19日に地鎮祭を挙行、12月14日に上棟式を経て、翌1936年（昭和11年）3月31日に竣成した。完成に伴い敬神崇祖精神高揚事業期成会から群馬県に移管され、4月1日に石原太蔵を場長として東国敬神道場が開設された。「東国敬神道場規則」ではその目的を「青年又ハ学生其ノ他修養ニ志ス者ニ対シ、敬神崇祖ノ大義ニ則リ、必要ナル調育又ハ講習ヲ施シ、以テ有為活発ナル皇国ノ人材ヲ錬成スルコト」とされた。
受講生の5割は青年団関係者、2割は中等学校の生徒で、その他に官吏・工業従業員・教職員などの受講があった。1938年（昭和13年）版の『東国敬神道場概要』によれば朝5時半前に起床し、朝は神殿参拝、宮城遙拝、国旗掲揚、体操などの行事をこなし、昼間は修身、社会教育、職業 / 家庭科教育、唱歌・舞踊、除草・清掃・耕作といった作業などを行い、夜間行事（映画なども見える）を経て、夜10時が就寝時間となっている。受講期間は指導者や幹部で3日から6日、市町村や団体主催の場合は2日から3日間宿泊で行われ、1940年（昭和15年）の利用者は1万人を数えた。
1936年（昭和11年）6月6日には高松宮宣仁親王、1937年（昭和12年）4月16日には李王垠の来館があった。
戦後東国敬神道場は閉鎖されたが、その建物は1946年（昭和21年）4月に群馬県公民館となり、1956年（昭和31年）6月から群馬県立社会教育館となった。
2005年（平成17年）4月からは富岡市の管理となっている。
2008年（平成20年）7月8日に登録有形文化財に登録された。

## 建築

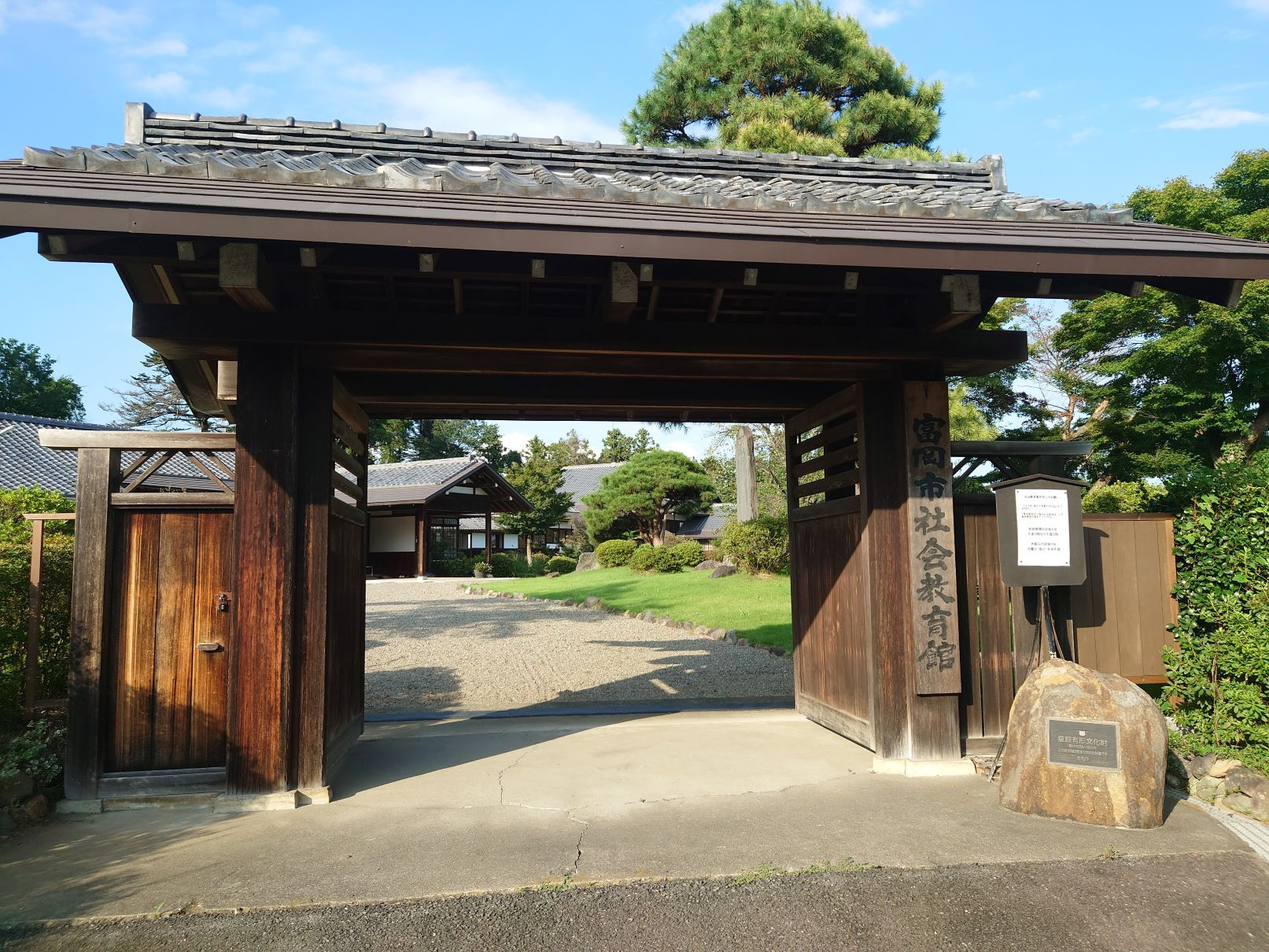
正門

完成時の敷地面積は2,864坪（約9,468平方メートル）、建坪は370坪2合5勺（約1,224平方メートル）。柱には木曽のヒノキとともに台湾・阿里山のヒノキが用いられている。
建物全体で東西120メートルに及ぶ細長い建物で、東から講堂棟、講師室棟、玄関・事務室棟、談話室棟、食堂・厨房棟、手洗・洗面所棟が並び、それらが廊下によって連結されているが、直線に配置せずに雁行状に配置することで日本伝統建築の様式を取り入れている。内部は畳敷きの部屋が多く特に講師室は書院造となっているが、講堂（60畳）は桐の寄木で椅子座の空間、事務棟や食堂・厨房棟が椅子座の空間になっている。小屋組も講堂がキングポストトラス、他が和小屋という風に技法の点でも使い分けがされており、近代和風建築の特徴をよく示している。